# Anton Andorfer
Anton Andorfer (23 de Dezembro de 1919 — 11 de abril de 1945) foi um oficial alemão que serviu na Luftwaffe durante a Segunda Guerra Mundial. Foi condecorado com a Cruz de Cavaleiro da Cruz de Ferro.